# David Grant
David Grant, född 8 augusti 1956, är en engelsk popsångare som hade några hits i Storbritannien på 1980-talet. Han började sin karriär i soul/funk bandet Linx 1980. Linx hade hits med låtarna You're Lying Intuition och So This is Romance. När gruppen upplöstes 1983 satsade han på en solokarriär. Han fick sin första topp 40 hit 1983 med låten Stop and Go som tog sig till nittonde plats på UK Singles Chart. Han fick en topp 10 hit samma år med låten Watching You Watching Me. Hans största hit kom 1985 när han sjöng med Jaki Graham i låten Could It Be I'm Falling in Love som tog sig till femte plats på UK Singles Chart. Han sjöng med Jaki Graham en gång till i låten Mated från samma år som tog sig till tjugonde plats på UK Singles Chart. Efter det har inte fått några hits på listorna. David Grant är även känd tillsammans med sin fru Carrie Grant som sångpedagog i den brittiska versionen av Idol Pop Idol. Han var även sångpedagog och en i juryn i BBCs talang show Fame Academy.